# اچ‌ام‌اس لینکس (اف۲۷)
اچ‌ام‌اس لینکس (اف۲۷) (به انگلیسی: HMS Lynx (F27)) یک کشتی است که طول آن 101 m می‌باشد. این کشتی در سال ۱۹۵۵ ساخته شد.